# 爪哇鹃鵙
爪哇鹃鵙（学名：Coracina javensis）是山椒鸟科鸦鹃鵙属的一种。分布于印度尼西亚、马来西亚和泰国。其自然栖息地是亚热带或热带的湿润低地森林。